# Mažeikiai
Mažeikiai is een stad in Litouwen en werd voor het eerst genoemd in geschreven bronnen in 1235.
De stad begon te groeien na de bouw van de spoorlijn Vilnius-Liepaja in 1869. In 1894 werd een orthodoxe kerk gebouwd, gevolgd door een katholieke in 1902 en een lutherse kerk in 1906.
In 1980 werd een olieraffinaderij onder de naam "Mažeikių Nafta" geopend. Het is tegenwoordig een van de grootste industriële fabrieken in Litouwen. De privatisering van het bedrijf leidde tot schandalen en politieke conflicten binnen de Litouwse regering.

## Partnersteden
- Havířov (Tsjechië)